# Вятка литературная (альманах)
Вятка литературная — ежегодный литературно-художественный альманах, издаётся с 2015 года в Кирове (Вятке). 

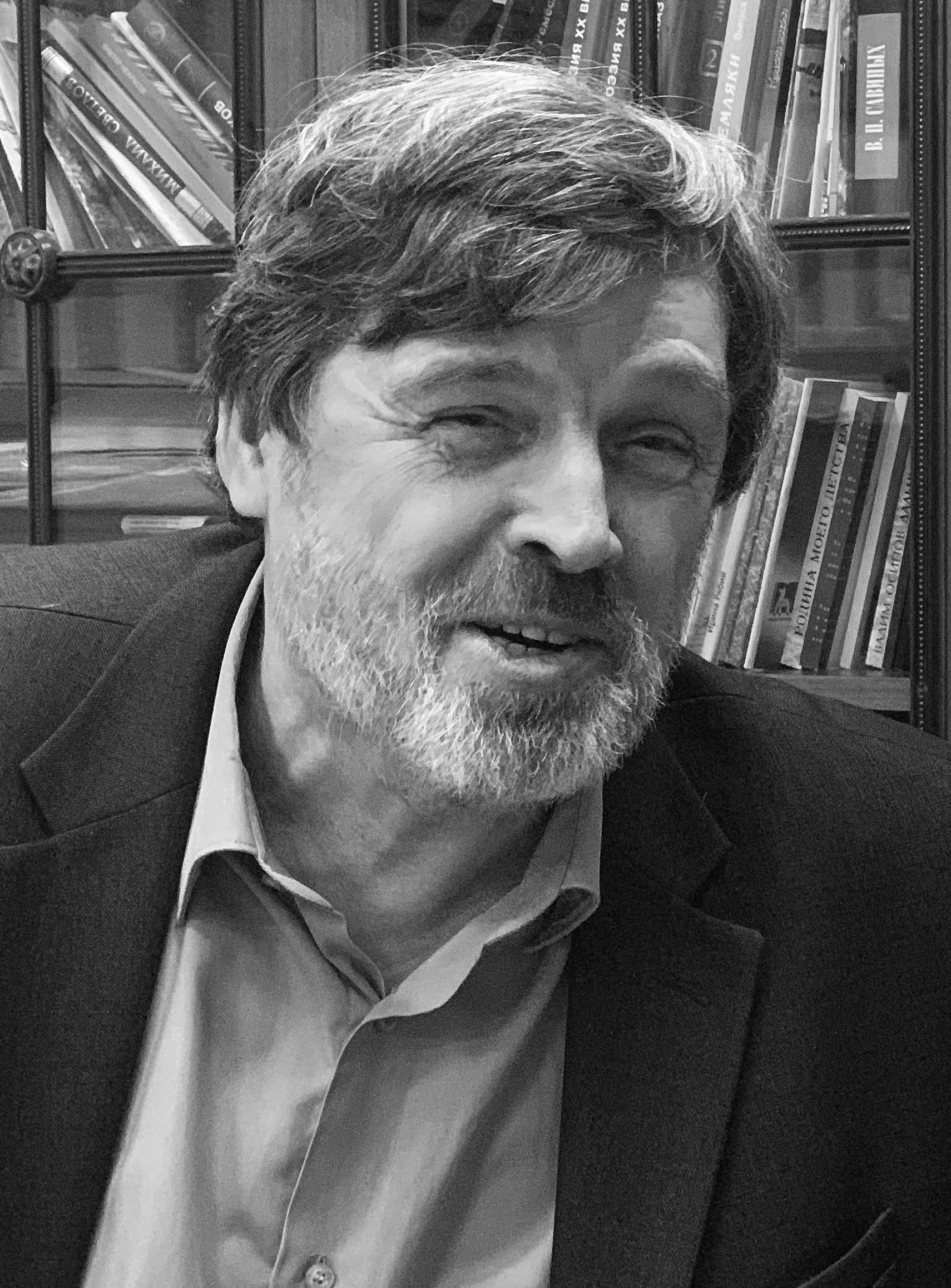
Главный редактор Н. В. Пересторонин.

Выходит при поддержке Фонда «Культурное наследие Вятки». Каждый выпуск альманаха имеет свою доминирующую тему. Первый номер был посвящён 70-летию Великой Победы и Году литературы. Был оформлен графическими работами народного художника Аркадия Колчанова. Третий номер — творчеству российских писателей, которые живут в Москве, Костроме, Казани, Оренбурге, других городах страны. Пятый выпуск — посвящён жизни и творчеству русского поэта Н. А. Заболоцкого, развитию традиций его философской лирики в  произведениях лауреатов его премии.
В альманахе публиковались произведения литераторов разных поколений А. Лиханова, В. Крупина, В. Субботина, В. Морозова, В. Бердинских, С. Сырневой, В. Ситникова, О. Любовикова, А. Вепрёва,  А. Гребнева, Н. Перминовой, Е. Наумовой, В. Бакина, П. Маракулина, М. Чебышевой, Е. Жуйкова, М. Котомцевой, В. Заболотского, Е. Коноваловой, Е. Петряева, И. Смоленцева и др.
В четвёртом номере (в рубрике «Разыскания») публиковалась, предоставленная Центральным государственным архивом истории Кировской области, переписка М. Шолохова с Д. Крупиным, занимавшим в тридцатые года прошлого века должность управляющими делами ЦК ВКП(б).
В альманахе были представлены работы художников книги, графиков О. Колчановой, А. Селезнёва, Л. Пестовой-Челищевой, Т. Дедовой и др.

## Редколлегия
- Главный редактор — Н. В.  Пересторонин[3]
- Редколлегия — В. В. Баженов, В. Н. Крупин, Н. И. Перминова, С. А. Сырнева.

## Издания
- Вятка литературная: литературно-художественный альманах (посвящён 70-летию Великой Победы и Году литературы). — Киров: СПР, 2015, № 1. — 247 с.; ил.; 1000 экз. — ISBN 978-5-498-00314-6
- Вятка литературная: литературно-художественный альманах (посвящён семье и всему, что нас объединяет). — Киров: СПР, 2016, № 2. — 248 с.: ил.; 1000 экз. — ISBN 978-5-498-00428-0
- Вятка литературная: литературно-художественный альманах (посвящён вятским писателям, которые живут не только в Вятке, но и в Москве, Костроме, Казани и других городах и весях). — Киров: СПР, 2018, № 3. — 182 с.: ил. 200 экз. — ISBN 978-5-498-00565-2
- Вятка литературная: литературно-художественный альманах (посвящён 75-й годовщине Великой Победы и исполнен благодарности поколению Победителей). — Киров: СПР; Кировская областная типография, 2019, № 4. — 214 с.: ил.; 300 экз. — ISBN 978-5-498-00673-4
- Вятка литературная: литературно-художественный альманах (посвящён жизни и творчеству Н. А. Заболоцкого). — Киров: СПР; Кировская областная типография, 2020, № 5. — 192 с.: ил.; 300 экз. — ISBN 978-5-498-00736-6
- Вятка литературная: литературно-художественный альманах (посвящён 100-летию Кировского областного отделения Общероссийской общественной организации «Союз писателей России»). — Киров: Кировская областная типография, 2021, № 6. — 248 с.: ил.; 200 экз. — ISBN 978-5-498-00852-3
- Вятка литературная: литературно-художественный альманах (посвящён Леониду Владимировичу Дьяконову и времени, в котором поэт, прозаик, фольклорист жил и творил) — Киров: Кировская областная типография, 2022. — № 7. — 248 с.: ил. — ISBN 978-5-498-00930-8

## Факты
По словам главного редактора издания Николая Пересторонина, 
 литературные издания такого объёма, как «Вятка литературная», не выпускались у нас с 50-х годов, когда выходил литературный журнал «Кировская новь», но издавался он без иллюстраций.

### «Кировская новь»

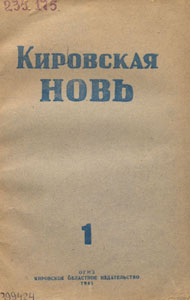
_{Обложка первой книги литературного альманаха «Кировская новь», 1945}

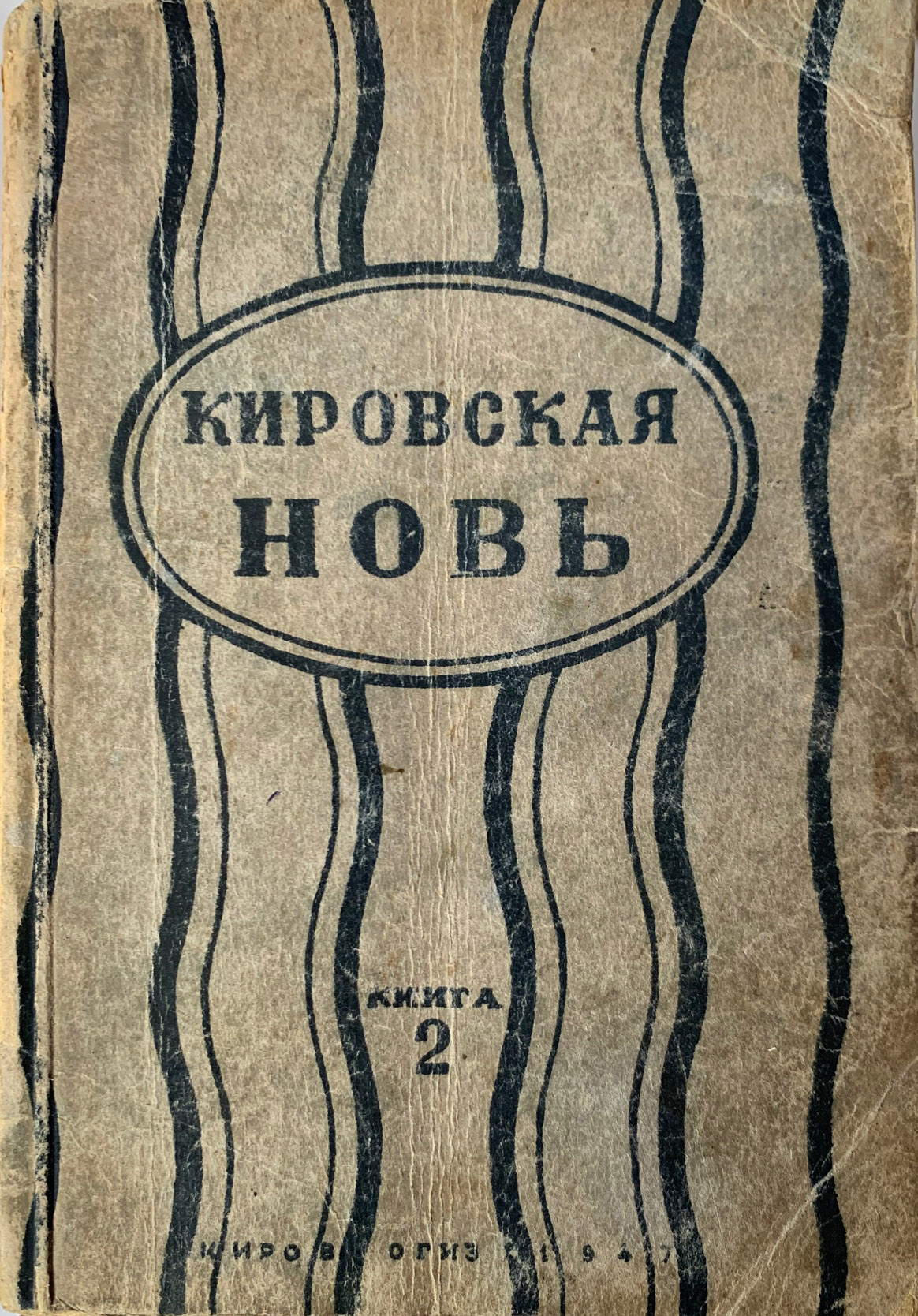
_{Обложка второй книги литературного альманаха «Кировская новь», 1947}

Альманах «Кировская новь» выходил в Кировской области с 1945 года по 1956 год. Всего вышло 9 выпусков. На страницах сборника публиковались произведения писателей, краеведов, работников искусства и литературы — А. Блинова, Н. Васенёва, Л. Дьяконова, В. Злобина, В. Колобова, А. Кодачигова, Б. Косарева, Л. Лубнина, Л. Луппова, Б. Порфирьева, А. Мильчакова, О. Любовикова, А. Устюгова, А. Филёва, Е. Шумской, И. Шишкина и других прозаиков, поэтов и драматургов. Альманах содержал разделы: проза, поэзия, фольклор, литературоведение, краеведение, критика и библиография, литературная хроника. Первый выпуск — был посвящён Победе советского народа в Великой Отечественной войне.
Редактор первой книги Р. Порецкая.
В редколлегию в разные годы входили: Л. С. Гордон, А. Блинов, Н. Васенёв, К. В. Дрягин, В. В. Заболотский, М. В. Карнеев, Н. Поварёнкин, А. Филёв, Н. А. Сапожников, В. И. Сорокин, К. А. Елин, О. М. Любовиков, Г. И. Кривошеев, Л. В Дьяконов, К. В. Верхотин, И. А. Шишкин.
Издания
- Кировская новь: литературно-художественный альманах / Кир. обл. отд-ние Союза совет. писателей. — Киров : Киров. обл. изд- во, 1945—1956.
  - Кировская новь. Книга 1: Альманах. — [Редактор Р. Порецкая, отв. секретарь Н. Ф. Васенёв, корректор Б. Порфирьев]. — Киров: Кировское изд., 1945. — 6000 экз.
  - Кировская новь. Книга 2: Альманах. — [Ответств. ред. А. Мильчаков]. — Киров: ОГИЗ, 1947. — 224 с. — 10 000 экз.
  - Кировская новь. Книга 3: Альманах. — / Худож. А. Е. Люстрицкий. — [Ответственный редактор Г. Г. Ларионов]. — Киров: ОГИЗ, 1949. — 224 с. — 3000 экз.
  - Кировская новь. Книга 4: Альманах. / Худож. В. Смердов. — [И. О. отв. редактора Н. К. Поварёнкин]. — Киров: ОГИЗ, 1947. — 5000 экз.
  - Кировская новь. Книга 5: Альманах. / Худож. В. Смердов. — [Ответств. ред. К. А. Елин]. — Киров: ОГИЗ, 1951. — 228 с. — 5000 экз.
  - Кировская новь. Книга 6: Альманах. / Худож. В. Смердов. — [Ответств. ред. К. А. Елин]. — Киров: Кировское гос. изд., 1952. — 228 с. — 5000 экз.
  - Кировская новь. Книга 7: Альманах. — [Ответств. ред. В. В. Вшивцев]. — Киров: ОГИЗ, 1952. — 5000 экз.
  - Кировская новь. Книга 8: Альманах. / Худож. В. Шикалов и В. Смердов. — [Ответств. ред. В. П. Заречнов]. — Киров: Кировское книжное изд., 1954. — 5000 экз.
  - Кировская новь. Книга 9: Альманах. / Худож. В. Шикалов и В. Смердов. — [Редактор Б. Порфирьев. Ответств. ред. А. А. Филёв]. — Киров: Кировское книжное изд., 1956. — 4000 экз.